# Département du Renseignement et de la Sécurité Nationale (Afrique du Sud)
 (juillet 2020).
Le Département du renseignement national et de la sécurité (NAT en anglais) est un ancien service de sécurité du Congrès national africain (ANC en anglais) en exil. Lors de la conférence de l'ANC en 1969, à Morogoro , en Tanzanie, parmi les nombreuses décisions prises pour la structure des organisations, il y a eu la création d'un département qui protégerait leurs ressources humaines et matérielles. Ce département sera formé en avril 1969.

## Contexte
Le département nouvellement créé disposait de quatre fonctions principales . La première était d'empêcher l'infiltration de l'ANC et de sa branche militaire par des membres des services de sécurité sud-africains. La deuxième consistait à recueillir des informations sur les intentions et les stratégies des gouvernements sud-africains. La troisième visait à minimiser les dommages qui auraient pu résulter de l'infiltration par des agents des services de sécurité sud-africains. Et la quatrième, aider à la reconnaissance de cibles à l'intérieur de l'Afrique du Sud qui pourraient être transformées en opérations potentielles.
Entre 1969 et 1981, le département avait un statut ad hoc, avec un personnel principalement issu d'Umkhonto we Sizwe (MK), la branche militaire de l'ANC. Pendant ces années, le rôle des départements était celui de la sécurité et du contre-espionnage. En 1981, un nouveau chef du Département du renseignement national et de la sécurité a été recruté, avec résidence à Lusaka, en Zambie. Le poste est revenu à Mzwai Piliso, connu pour avoir mis en place des camps de l'ANC en Angola dès 1975, abritant les recrues qui ont fui l'Afrique du Sud après les émeutes de Soweto de 1976 Son adjoint et chef du renseignement aurat été Peter Boroko (alias Peter Lesego Tshikare ), le chef de la sécurité Reddy Mazimba (alias Reddy Mampane ) et le chef de l'administration Sizakele Sigxashe. À partir de 1981, la professionnalisation de la NAS a été officialisée avec une formation au renseignement qui a eu lieu en Union soviétique, en Allemagne de l'Est, en Libye et au Zimbabwe.